# Oddelek za arheologijo, Filozofska fakulteta v Ljubljani
Oddelek za arheologijo deluje na Filozofski fakulteti Univerze v Ljubljani. Nahaja se na Zavetiški ulici 5 v Ljubljani in ne na matičnem naslovu Filozofske fakultete (Aškerčeva 2, 1000 Ljubljana). Usposablja za opravljanje pomožnih in strokovno tehničnih nalog v muzejih in na zavodih za varstvo kulturne dediščine pa tudi v drugih kulturnih ustanovah in javnih službah, medijih ter gospodarskih družbah na področju kulture, dediščine, turizma in prostorskega planiranja. Prav tako študij usposablja za dela kot je tehnični sodelavec oz. sodelavka pri terenskih in poterenskih arheoloških raziskavah ter v projektih evidentiranja, varovanja, vrednotenja, predstavljanja in promocije (arheološke) kulturne dediščine.

## Zgodovina
Oddelek za arheologijo (1919-1942)
25. marca 1919 je podkomisija za Filozofsko fakulteto sprejela načrt, kateri je predvidel triintrideset kateder. Med temi je bila tudi Katedra za arheologijo in prahistorijo. Arheološko katedro so razdelili na dva dela, zaradi velikega arheološkega bogastva Slovenije, preučevanje slovanske zgodovine in starožitnosti. Leta 1923/24 arheologije še niso sprejeli kot glavni predmet na diplomah, arheološke vsebine pa so bile lahko vključene v druge diplomske predmete.
1945-1950
Ko se je druga svetovna vojna končala sta brez profesorjev ostala tako celotna slovenska arheologija kot tudi Univerza. Dokončno so spoznali, da je potrebno pouk celovito preoblikovati. To nalogo je dobil Josip Korošec. Ta raziskovalec in profesor je znan po obsežnem izkopavanju slovenskega grobišča na Ptujskem gradu iz leta 1946. To pa je vzbudilo ogromno zanimanja. Leta 1949 so podali predlog, da bi ustanovili samostojno znanstveno študijsko skupino Arheologija in paleolitik, vendar ta predlog ni bil sprejet. Leta 1957 se je arheologija ustalila kot samostojna diplomska skupina.
1951-1960
V pedesetih letih so se začeli močno ukvarjati z raziskovanjem. Profesorji, kot so: Josip Klemenc, Josip Korošec in France Stare, in svoje študente začeli vključevati v svoje terenske raziskave po Sloveniji in Jugoslaviji. Najpomembnješi raziskovalni dosežeki v tem desetletju so raziskave neolitskega naselja v Danilu pri Šibeniku. Raziskoval pa ga je Josip Korošec.
1960-1969
Obdobje so ponovno zaznamovale organizacijske spremembe. Arheološki seminar se je v tem obdobju preimenoval v Oddelek za arheologijo. Uvedli so sistem dvopredmetnih študijskih skupin. Leta 1962/63 so študentje lahko študirali kar dvaindvajsedt disciplin in dosegli so, da je bilo mogoče arheologijo vpisati kot samostojen študij. Kot glavni študij je bil A-predmet v kombinaciji z zgodovino, zgodovinske umetnosti, etnologijo, latinskim ali grškim jezikom; B-predmet je bil stranski: študij etnologije ali grškega jezika. Tristopensko ureditev so uvedli leta 1962/63 in vanjo vpeljali magistrski študij. Dodoplomski študij je bil spet celovit, kar pomeni brez stopenj. V to obdobje spada tudi zelo pomembna raziskava Josipa Klemenca na antični nekropoli v Šempetru v Savinjski dolini, kjer je preučil pomembne nagrobne spomenike. Leta 1965 so ustanovili revijo Poročilo o raziskovanju neolita in eneolita v Sloveniji (kasneje Poročilo o raziskovanju paleolita, neolita in eneolita v Sloveniji oz. Documenta Praehistorica).   
1970-1980
Leta 1977/78 je prišlo do pomembne organizacijske spremembe, saj je bilo možno arheologijo študirati kot samostojno smer. Katedra za arheologijo prazgodovinskih kovinskih obdobij skupaj z Narodnim muzejem v Ljubljani organizirala izkopavanja za študente arheologije v Stični. Izkopavali in raziskovali so še na Mostu na Soči, izvajali arheološke topografske raziskave Krasa in izkopavali v Ajdovščini nad Rodikom.
1981-1991
Leta 1980 je Jože Kastelic prepustil vodenje mlajšim sodelavcem, čez dve leti pa je odšel v pokoj. Kot upokojen profesor je še vedno predaval antično zgodovino in klasično arheologijo. Na Filozofski fakulteti so se začeli tudi obiski iz drugih držav. Tako je leta 1985 prišel na Filozofsko fakulteto Lewis z Binford z Univerze Albuquerque v Arizoni v ZDA in na Oddelku za arheologijo ostal kar cel semester: V tem obdobju je nastal tudi izjemen projekt Tabulan Imperii Romani.
Oddelek za arheologijo od leta 1991 naprej 
Osamosvojitev Slovenije je bila prelomnica tudi za Oddelek. Vselil se je v nove prostore na Zavetiški 5. Z novo infrastrukturo je prišlo do izraza velik kadrovski in strokovni potencial. Nova infrastruktura je omogočila veliko sprememb, tudi študentom so se začele odpirati boljše možnosti za razvoj.

## Študijski programi

### Univerzitetni dodiplomski študij arheologije
Diplomanti in diplomantke študijskega programa pridobijo mednarodno primerljiva temeljna znanja s področja arheologije. Ta jim omogočajo prepoznavanje arheoloških virov, njihovo osnovno funkcionalno, časovno, prostorsko in kulturno ovrednotenje ter kritično uporabo strokovne in znanstvene arheološke literature.
Usposobljeni so za opravljanje pomožnih in strokovno tehničnih nalog v muzejih in na zavodih za varstvo kulturne dediščine pa tudi v drugih kulturnih ustanovah in javnih službah, medijih ter gospodarskih družbah na področju kulture, dediščine, turizma in prostorskega planiranja. Osnovno poznavanje in obvladovanje metod in tehnik arheološkega terenskega, poterenskega in laboratorijskega dela ter dokumentacijskih postopkov jim omogoča, da uspešno sodelujejo kot tehnični sodelavci pri terenskih in poterenskih arheoloških raziskavah ter v projektih evidentiranja, varovanja, vrednotenja, predstavljanja in promocije (arheološke) kulturne dediščine.
Prvostopenjski študijski program Arheologija študente in študentke pripravlja na nadaljevanje študija arheologije na drugi stopnji. Posebej smiselno se povezuje z drugostopenjskim magistrskim študijskim programom Arheologija na Filozofski fakulteti Univerze v Ljubljani, saj sta zasnovana tako, da skupaj ponujata zaokroženo in celovito izobraževanje strokovnjakov arheologov, kar najbolje usposobljenih za delo v arheoloških institucijah.
- Prvostopenjski univerzitetni študijski program Arheologija traja 3 leta (6 semestrov) in obsega skupaj 180 kreditnih točk.
- Po uspešnem zaključku študija diplomant oz. diplomantka pridobi strokovni naslov diplomirani arheolog oz. diplomirana arheologinja.

### Podiplomski magistrski študij arheologije
Drugostopenjski magistrski študijski program študentom oz. študentkam nudi poglobljeno poznavanje in razumevanje posameznih arheoloških poddisciplin, metodologije in teorije. S kritično analizo primarnih podatkov in interpretacij v strokovni in znanstveni literaturi ter s praktičnim delom na področju pridobivanja virov v terenskih in laboratorijskih raziskavah, poterenske obdelave rezultatov in študija artefaktov študentje in študentke razvijajo veščine, potrebne za samostojno strokovno in raziskovalno delo. Posebnega pomena je usposabljanje za samostojno vodenje primarnih, terenskih in drugih, raziskav, ki poteka v obliki terenskega in projektnega pouka v sklopu različnih učnih enot in je integrirano v dejanske raziskave arheoloških najdišč, podatkov in gradiva.
Program je zasnovan kot nadaljevanje in nadgradnja prvostopenjskega študijskega programa Arheologija na Filozofski fakulteti Univerze v Ljubljani. Prvostopenjski in drugostopenjski študijski program skupaj ponujata zaokroženo in celovito izobraževanje strokovnjakov arheologov, kar najbolje usposobljenih za samostojno delo v arheoloških institucijah. Programa zagotavljata izobrazbo vseh temeljnih arheoloških strokovnih profilov in razvoj vseh ključnih disciplinarnih področij.
Cilj magistrskega študijskega programa je, da študente in študentke usposobi za samostojno strokovno delo v muzejih (poklic kustos-arheolog) in zavodih za varstvo kulturne dediščine (poklic konservator-arheolog) pa tudi v drugih javnih ustanovah in gospodarskih družbah, ki opravljajo različne arheološke dejavnosti in storitve na področju kulture, varovanja dediščine, izobraževanja, turizma in urejanja prostora. Študentje in študentke so po končanem študiju usposobljeni za delo na področju odkrivanja, dokumentiranja, varovanja, vrednotenja, predstavljanja in promocije (arheološke) kulturne dediščine, za samostojno znanstveno delo na področju arheologije, za sodelovanje v interdisciplinarnih projektih in na področju načrtovanja prostorskega razvoja.
Študijski program obenem usposablja študentke in študentke za delo v znanstveno-raziskovalnih in visokošolskih ustanovah. Pripravi jih za nadaljevanje študija arheologije oz. sorodnih disciplin in nadgradnjo znanstveno-raziskovalnih kompetenc na tretji, doktorski stopnji.
- Drugostopenjski magistrski študijski program Arheologija traja 2 leti (4 semestre) in obsega skupaj 120 kreditnih točk.
- Po uspešnem zaključku študija diplomant oz. diplomantka pridobi strokovni naslov magister oz. magistrica arheologije.

### Doktorski študij arheologije
Doktorski študij arheologije na Filozofski fakulteti Univerze v Ljubljani poteka v sklopu interdisciplinarnega doktorskega študijskega programa Humanistika in družboslovje.
V sklopu istega programa je mogoč tudi študij (arheološke) heritologije. 
- Študij traja 3 leta (6 semestrov) in obsega skupaj 180 kreditnih točk, od tega 60 točk iz organiziranih oblik pouka in 120 točk iz individualnega raziskovalnega dela za doktorsko disertacijo.
- Po uspešnem zaključku študija diplomant oz. diplomantka pridobi znanstveni naslov doktor / doktorica znanosti s področja arheologije oz. doktor / doktorica znanosti s področja heritologije.[2]

Do leta 2008/9 je bilo arheologijo mogoče študirati v naslednjih študijskih programih:
Dodiplomski študij
Arheologija je enopredmetni nepedagoški univerzitetni študijski program. Univerzitetni študijski program arheologije na dodiplomski stopnji nudi splošno izobrazbo iz prazgodovinskih in starejših zgodovinskih obdobij ter poznavanje evropske arheologije. Študijski program te tudi usposablja za strokovno delo pri odkrivanju arheoloških virov, njihovem raziskovanju in vrednostenju. Študij arheologije traja štiri leta oziroma osem semestrov. 
Podiplomski študij
Magistrski študij arheologije poteka individualno. Na podiplomski študij se lahko vpišejo kandidati, ki imajo diplomo visokošolskega študija in obvladajo aktivno in pasivno dva svetovna jezika.
Bolonski študij
Bolonske programe so začeli uvajati v šolskem letu 2009/10

## Predstojniki
1980-1982 Dr. Timotej Knific 
1982-1984 Izr. prof. dr. Bojan Djurić
1985-1988 Red. prof. dr. Božidar Slapšak
1988-1989 Akad. red. prof. dr. Ljubinka Teržan
1989-1996 Dr. Mitja Guštin  
1996-2000 Red. prof. dr. Božidar Slapšak
2000-2006 Red. prof. dr. Mihael Budja
2006-2009 Izr. prof. dr. Katarina Katja Predovnik
2009-2014 Izr. prof. dr. Predrag Novaković
2014- Doc. dr. Tina Milavec

## Organiziranost
Oddelek ima 8 kateder: 
- katedro za paleolitsko in mezolitsko arheologijo
- katedro za arheologijo neolitika in eneolitika
- katedro za arheologijo bronaste in železne dobe
- katedro za klasično arheologijo
- katedro za rimsko provincialno arheologijo
- katedro za arheologijo zgodnjega srednjega veka
- katedro za arheologijo mlajših obdobij
- katedro za arheološko metodologijo in teorijo

## Založniška dejavnost
Oddelek za arheologijo izdaja že od leta 1946 revijo Documenta praehistorica (urednik Mihael Budja), katera je posvečena neolitskim študijam Evrazije. Od leta 1994 dalje pa izdaja še revijo Archaeologia Historica Slovenica (urednik dr. Katarina Katja Predovnik), v kateri objavljajo monografske študije ali tematske zbornike s področja arheologije mlajših obdobij. Izdajajo pa tudi Arheo-glasilo Slovenskega arheološkega društva (urednik Predrag Novaković).
Izdali so tudi dve monografski publikaciji, in sicer: Osemdeset let študija arheologije na Univerzi v Ljubljani (Mihael Budja, Predrag Novaković, Milan Lovenjak) ter Osvajanje prostora (Predrag Novaković).
Druge izdaje: Absolutno datiranje bronaste in železne dobe na Slovenskem; Cerkev sv. Jerneja v Šentjerneju: Arheološka izkopavanja v letih 1985 in 1986; Paleolitska umetnost: Magija podobe ali podoba magije; Nagrobnik, podoba živih, Trdnjava Kostanjevica: na Starem gradu nad Podbočjem; Osvajanje prostora: Razvoj prostorske in krajinske arheologije; Ljubljanski grad; Pečnice; Drobci nekega vsakdana.

## Knjižnica
Knjižnica Oddelka za arheologijo je ena od 18. članic Osrednje humanistične knjižnice. Je tretja največja knjižnica za področje arheologije v Sloveniji.
Knjižnični fond obsega preko okoli 30.000 enot knjižničnega gradiva.
Z nakupi knjižničnega gradiva pokrivajo področja arheoloških teorij, metodologije in zgodovine, arheoloških obdobij od paleolitika do arheologije mlajših obdobij, antične umetnosti in zgodovine, epigrafike in numizmatike. 
Za iskanje gradiva sta na voljo klasični listkovni katalog ter računalniški (COBISS) katalog. Od leta 2005 se vse novo gradivo sistematično vnaša v COBISS. Za učinkovito iskanje gradiva je potrebno kombinirano iskanje po obeh katalogih.
- Klasični listkovni katalogi: AIK 65% zaloge
- Elektronski katalogi: COBISS/OPAC 35 % zaloge[4]

### Kratka zgodovina knjižnice
Zgodovina knjižnice se že od samih začetkov prepleta z zgodovino Oddelka za arheologijo. Tako prvi začetki knjižnice segajo v leto 1923, ko je na Univerzi ustanovljen Arheološki seminar. Njen temeljni fond predstavlja odkupljena zasebna knjižnica zagrebškega arheologa Luke Jelića. Med najstarejše pridobitve pa sodi gradivo, ki ga je pridobil Vojeslav Mole, prvi predavatelj na Arheološkemu seminarju in obenem prvi upravnik knjižnice.
Knjižnica ostane v poslopju Univerze do leta 1941, ko se skupaj z ostalimi inštituti in seminarji preseli v novo stavbo NUK-a, kjer dobi svoj prostor v pritličju stavbe. Po vojni pride v knjižnici do dveh glavnih sprememb: uvedba inventarne knjige (leta 1947) ter začetek mednarodne izmenjave knjig za lastne publikacije, ki že takrat postane glavni vir pridobivanja gradiva. Po združitvi Arheološkega seminarja in Seminarja za slovansko arheologijo leta 1949, se knjižnica in Seminar preselita na Realko. Leta 1954 je knjižnici zaradi hude prostorske stiske dodeljen dodatni prostor.
Leta 1961 se knjižnica preseli v novo stavbo Filozofske fakultete. Prostore dobi v prvem nadstropju, vendar s približno 3700 enotami knjižničnega gradiva pride že kmalu po vselitvi do pomanjkanja prostora. 1971. leta se v knjižnici zaposli prvi bibliotekar, ki na novo postavi knjižnico. Vse do takrat knjižnico vodijo profesorji, asistenti in študentski prostovoljci (t. i. dijaški bibliotekarji). 1981 je cel fond ponovno presigniran in na novo postavljen. Uvedenih je 30 signaturnih skupin. Ta postavitev velja še danes.
Konec 80-ih let se začne računalniška obdelava gradiva s programom Steve, ki ga leta 1992 nadomesti Eva. Le-ta je v uporabi vse do leta 1999, ko jo zamenja Cobiss. 1991 leta se zaradi hudih prostorskih problemov Oddelek za arheologijo skupaj s knjižnico preseli na Zavetiško. Od leta 1996 je knjižnica ena izmed 19 knjižnic Osrednje humanistične knjižnice.
Danes knjižnični fond zajema okoli 30.000 enot gradiva. Knjižnica je po velikosti na 6. mestu v FF. Je tretja največja knjižnica za področje arheologije v Sloveniji.

### Postavitev gradiva
Vse gradivo je prosto dostopno. Gradivo je postaljeno po področjih na 30 glavnih skupin oz. signatur. Revije in serije so postaljene po državah (abecedno, po oznaki registrske tablice države).

## Raziskovalna dejavnost
Raziskovalno delo Oddelka za arheologijo financira Ministrstvo za visoko šolstvo, znanost in tehnologijo. Oddelek sodeluje v programu zaščitnih izkopavanj v okviru DARS-ovega projekta izgradnje avtocest.
V mednarodnem krogu pa Oddelek sodeluje z University of Beijing, Berlin, Edinburgh, Leiden, Newcastle upon Tyne, Oxford, Pisa, Thessaloniki. Deluje v evropskem omrežju COST G2, vključuje pa se v 6. okvirni programa Evropske skupnosti za obdobje 2002-2006.
Na Oddelku za arheologijo pripravljajo tematske simpozije, t. i. Neolitske seminarje, katerih se udeleži tudi svetovna elita, ki se ukvarja z neolitikom Evrazije.
V letih 2006-2008 je Oddelek za arheologijo kot partner sodeloval v mednarodni projektni raziskavi o zaposlovanju arheologov v državah EU, Discovering the Archaeologists of Europe (program Leonardo Da Vinci) 2006-2008. Druga faza tega projekta je potekala med 2012-2014.

## Študentsko arheološko društvo
Študentsko arheološko društvo (Strgalka) so študenti sami ustanovili med študijskim letom 2003/2004. Društvo je bilo ustanovljeno z namenom, da bi se povezali tudi izzven formalnega okvira študija in ustvarili podlago za organizirano vodenje obštudijskih dejavnosti.
Društvo izdaja revijo Profil.